# National Semiconductor SC/MP

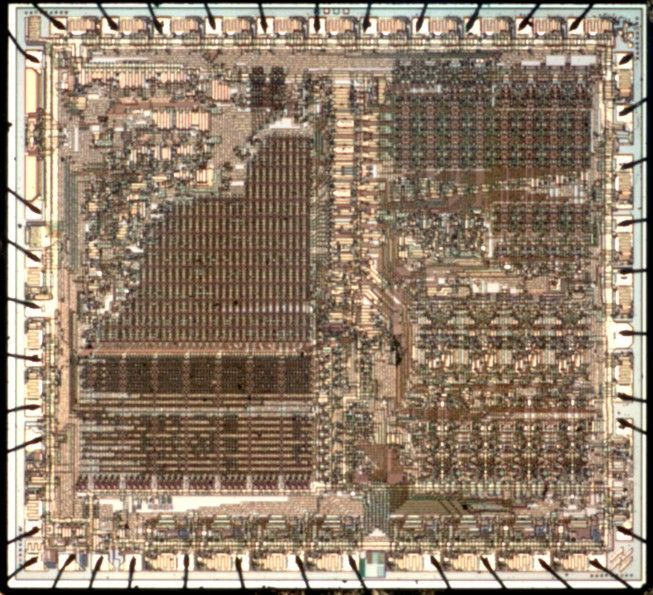
PMOS SC/MP lapka (ISP-8A/500)

Az SC/MP egy korai egycsipes mikroprocesszor, a National Semiconductor terméke, 1974-ben jelent meg. Az SC/MP jelölés (kiejtve „scamp”) az angol „Simple Cost-effective Micro Processor”, „egyszerű költséghatékony mikroprocesszor” meghatározás rövidítése.
Jellemzői a 16 bites címsín és a 8 bites adatsín. A programszámláló növelése csak az alsó 12 bitet változtatja, ezeken a biteken a számláló körbejár (pl. bináris 111 111 111 111b után 000 000 000 000 következik), ezzel 4096 bájtot címezhet, azonban külön utasításokkal változtatható a programszámláló felső 4 bitje is, amely így jelenik meg a címsínen, és átfogja a teljes 64 KiB címtartományt. Ezáltal a processzor a memóriát 16 db. egyenként 4 KiB-os lapként érheti el. A processzornak 5 belső regisztere van, a programszámláló mellett, de nincs veremmutatója (nincs benne hardveres veremtámogatás).

## Az SC/MP szokatlan tulajdonságai
A processzornak egy fejlett és a maga korában rendkívüli tulajdonsága az a képesség, hogy képes feloldani a sínek foglalását, így azokat több processzor is használhatja. A hivatkozott adatlapon látható egy multiprocesszoros rendszer vázlata, amely három SC/MP processzort tartalmaz.
Az SC/MP a programszámlálót az utasításlehívás (fetch fázis) előtt növeli, ebből következik, hogy pl. reset után a végrehajtás a 0001-es címen található utasítással kezdődik. Ezt figyelembe kell venni a relatív címek / címeltolások számításánál is, mivel az eltolás a programszámláló értékéhez adódik hozzá, amely ekkor még az aktuális utasításra mutat és nem a következő utasításra.
A támogató áramkörök számának minimalizálása érdekében a processzornak van dedikált soros bemeneti és kimeneti kivezetése is, ami lehetővé teszi a soros kommunikáció szoftveres megvalósítását az alkalmazásokban, és nincs szükség külső UART áramkörre. Ezt a lehetőséget a későbbi SC/MP III modellből már kihagyták.

## Műszaki adatok
- Technológia: PMOS, NMOS
- Tranzisztorok száma: több ezer
- Órajelfrekvencia: 1 MHz – 2 MHz

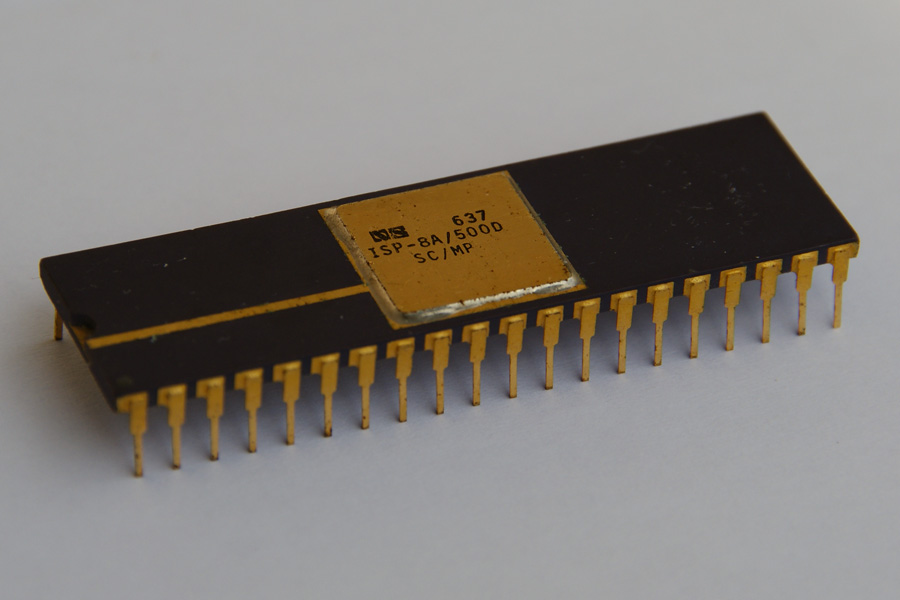
SC/MP ISP-8A/500D 40 kivezetéses kerámia DIP házban

- Utasítások végrehajtási ideje: 5-től 22 órajelciklus
- Címtartomány: 64 KiB
- Címsín mérete: 16 bit (12 + 4 bit)
- Adatsín mérete: 8 bit
- Megszakítások: többfajta megszakítást kezel
- Utasítások száma: 46[2]
- Címzési módok: PC-relatív, indexelt, autoindexelt, közvetlen, beleértett regisztercímzés
- Regiszterek: 
  - Akkumulátor (A) – 8 bites
  - Kiterjesztésregiszter (Extension Register, E) – 8 bites, a soros adatátvitelben vesz részt, kiegészítő címeltolást tartalmaz
  - Programszámláló (PC): 12+4 bites (a P0 mutatóregiszter)
  - Mutatóregiszterek (P1, P2, P3): 3 16 bites általános célú regiszter, címek és mutatók tárolására
  - Állapotregiszter (Status Register, SR) – 8 bites, átvitelbit, túlcsordulásjelző, megszakítás, valamint általános és felhasználói jelzőbitekkel
- Belső regiszterek – a programozó számára nem hozzáférhetőek
  - Belső utasításregiszter – 8 bites
  - Belső adatregiszter – 8 bites, adatátvitelnél használja a processzor
  - Belső címregiszter – 16 bites

Forrás:
- Monitor szoftver: Elbug
- Perifériák: kazettás interfész

## Perifériák
A processzor nem bővelkedett az alkalmazható perifériás eszközökben; kazettás magnó-interfész, hang-interfész és PROM programozó perifériák álltak rendelkezésre.

## Megvalósításai
ISP-8A/500 SC/MP-1 – órajele 1 MHz: az első változat, P-csatornás MOS technológiával készült.
INS 8060 ISP-8A/600 SC/MP-2 – órajele 4 MHz (belsőleg 2 MHz): az első N-csatornás MOS verzió (egyetlen +5V-os tápfeszültségre van szüksége)
INS 807x SC/MP-3 – órajele 4 MHz (belsőleg 2 MHz) különféle, legfeljebb 4 KiB méretű integrált ROM memóriával (opcionális beépített NIBL BASIC: egy kis beépített BASIC értelmező)

## Felhasználás
A National 1975-ben kibocsátott egy kisebb fejlesztőkészletet, ez volt a „National Semiconductor SC/MP Kit”, egy próbapanelen egy processzorral és néhány támogató áramkörrel.

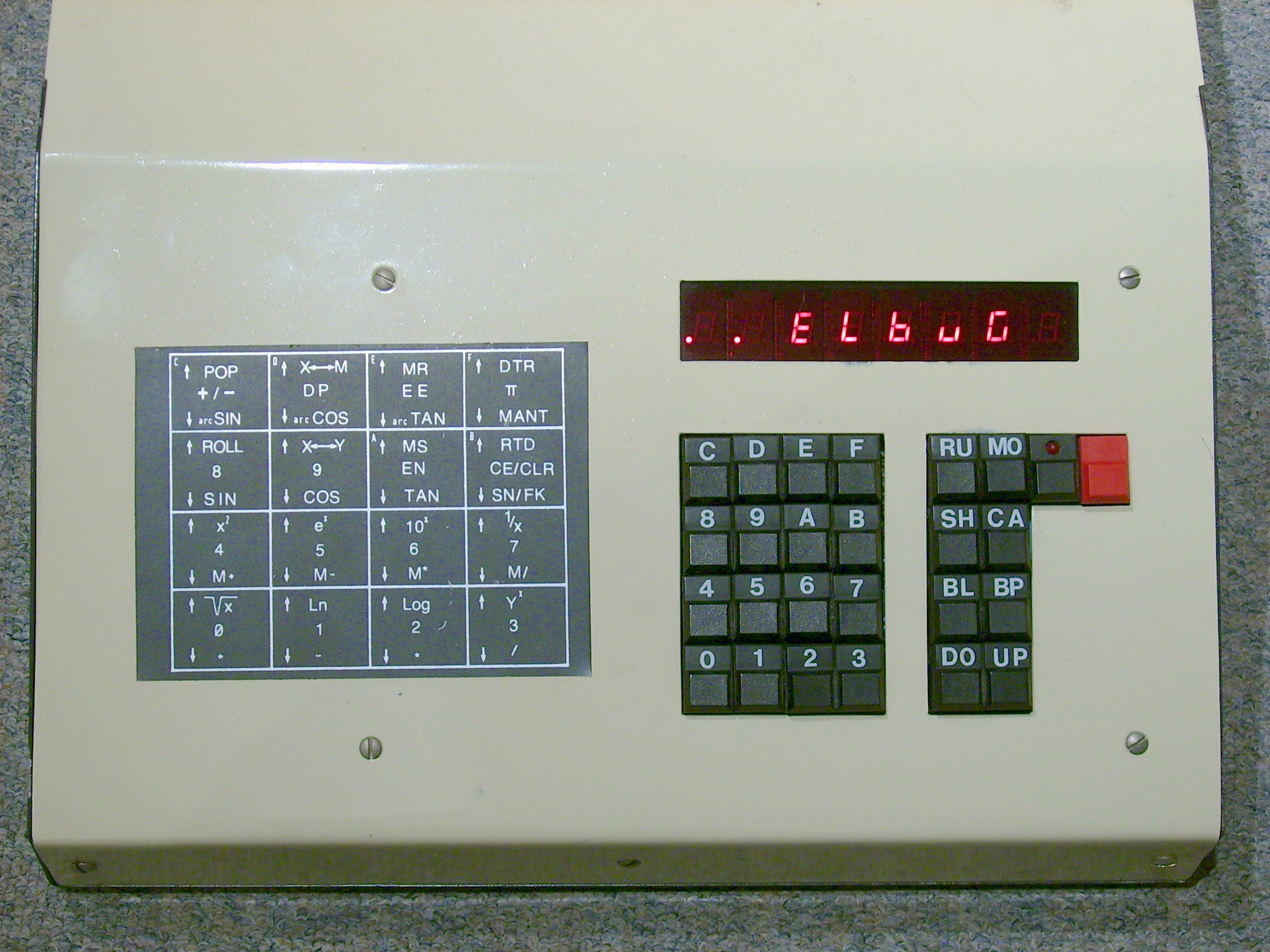
Az 1977-es Elektor-féle csináld magad számítógép

A német Elektor kiadó által 1977 júniusában megjelentetett 3078EX G jelű készlet az első „csináld magad” számítógépek egyike volt, SC/MP processzor vezérelte, eleinte az 1., később a 2. változat. Egy másik hasonló készletet a konstanzi Christiani kiadó jelentetett meg 1978-ban Németországban. 1983-ban a Philips és a Schüco forgalomba hozott egy 3-as modellen alapuló oktatószámítógépet.
1978-ban az Establishment rockegyüttes (Khris Kartoffel, Hugh Techtic és Yantar Schmiddtt) egy kétkártyás LED kijelzős SC/MP alapú rendszert használt, amelyet az Elektor magazin is közzétett. Ebben a rendszerben egy erősítő csatlakozott a mikroprocesszor soros kimenetéhez, és a vezérelt erősítőt az első, „Odin Session” c. albumuk komponálásánál használták.
Az SC/MP processzort alkalmazták még a Science of Cambridge – később Sinclair Research Ltd. – egykártyás mikrovezérlőjében, az MK14-ben is.

## Fordítás
Ez a szócikk részben vagy egészben  a   National Semiconductor SC/MP című angol Wikipédia-szócikk ezen változatának fordításán alapul.  Az eredeti cikk szerkesztőit annak laptörténete sorolja fel. Ez a jelzés csupán a megfogalmazás eredetét és a szerzői jogokat jelzi, nem szolgál a cikkben szereplő információk forrásmegjelöléseként.